# Маченц, Якоб
Якоб Маченц (род. 1984, Берлин[уточнить]) — немецкий актёр.

## Карьера
Якоб был обычным учеником средней школы в Берлине, и в фильм он попал случайно: мать привела его на кастинг в фильм Kleine Kreise (1999) режиссёра Якоба Хильперта. В 2002 году он появляется в картине «Befreite Zone» режиссёра Норберта Баумгартена. С тех пор Якоб вполне успешный актёр-самоучка. Так, он получил главную роль в фильме «Das Lächeln der Tiefseefische» в 2005 году и премию лучшего молодого актёра. Между тем Якоб появился во многих фильмах, играя главные и второстепенные роли, например, Mutanten (2002), Befreite Zone (2003), Rose (2007), Neandertal (главная роль, 2006), 1. Mai — Helden bei der Arbeit (главная роль, 2008), а также в Die Welle (Эксперимент 2: Волна) режиссёра Денниса Ганзеля.

## Фильмография (выборочно)
1. 2001 — Kleine Kreise, телефильм, режиссёр: Якоб Хильперт
2. 2002 — Телефон полиции — 110 Polizeiruf 110, телефильм, режиссёры: Петер Фогель и Ханс Вернер
3. 2002 — Mutanten, телефильм, режиссёр: Katalin Gödrös
4. 2002 — Juls Freundin, телефильм, режиссёр: Kai Wessel
5. 2003 — Befreite Zone, телефильм, режиссёр: Норберт Баумгартен
6. 2003 — Sex Up — Jungs haben’s auch nicht leicht, телефильм, режиссёр: Флориан Гартнер
7. 2004 — Experiment Bootcamp, телефильм, режиссёр: Andreas Linke
8. 2004 — Fliehendes Land, телефильм, режиссёр: Friederike Jehn
9. 2005 — Das Lächeln der Tiefseefische, телефильм, режиссёр: Till Endemann
10. 2005 — Rose, телефильм, режиссёр: Alain Gsponer
11. 2005 — Sex Up — Ich könnt’ schon wieder, телефильм, режиссёр: Флориан Гартнер
12. 2006 — Ludgers Fall, телефильм, режиссёр: Wolf Wolff
13. 2006 — Состав Wholetrain, режиссёр: Флориан Гааг
14. 2006 — Tollpension, телефильм, режиссёр: Tim Trageser
15. 2006 — Neandertal, режиссёры: Ingo Haeb, Jan-Christoph Glaser
16. 2006 — Tornado — Der Zorn des Himmels, телефильм, режиссёр: Andreas Linke
17. 2006 — Tatort: Nachtwanderer, режиссёр: Johannes Grieser
18. 2006 — Zwei Engel für Amor, телефильм, режиссёр: Christoph Schnee
19. 2007 — An die Grenze, телефильм, режиссёр: Урс Эггер
20. 2007 — Auf dem Vulkan, телефильм, режиссёр: Claudia Garde
21. 2007 — Stubbe — Von Fall zu Fall, телефильм, режиссёр: Томас Якоб
22. 2008 — Эксперимент 2: Волна Die Welle, режиссёр: Деннис Ганзель
23. 2008 — 1. Mai — Helden bei der Arbeit, режиссёры: Jan-Christoph Glaser, Carsten Ludwig, Sven Taddicken, Jakob Ziemnicki
24. 2008 — 42plus, режиссёр: Sabine Derflinger
25. 2008 — Im Winter ein Jahr, режиссёр: Caroline Link
26. 2008 — SOKO Leipzig: Zersprungene Seele (телесериал)
27. 2008 — Zweier ohne, режиссёр: Jobst Oetzmann
28. 2009 — Tod in der Eifel, телефильм, режиссёр: Johannes Grieser
29. 2009 — Fliegen, короткометражный фильм, режиссёр: Piotr J. Lewandowski
30. 2009 — Vorstadtkrokodile, режиссёр: Кристиан Диттер
31. 2009 — 12 Meter ohne Kopf, режиссёр: Свен Таддикен
32. 2009 — Acht auf einen Streich — Der gestiefelte Kater, телефильм, режиссёр: Christian Theede
33. 2010 — Bis aufs Blut — Brüder auf Bewährung, режиссёр: Оливер Кинли
34. 2010 — Беги, если сможешь! Renn, wenn du kannst, режиссёр: Дитрих Брюггеман
35. 2011 — Vorstadtkrokodile 3, режиссёр: Wolfgang Groos
36. 2011 — Dreileben — Etwas Besseres als den Tod, телефильм (первая часть трилогии Драйлебен), режиссёр: Christian Petzold
37. 2011 — Крушение «Лаконии» Laconia, двухсерийный телефильм, режиссёр: Уве Янсон
38. 2011 — Das System — Alles verstehen heißt alles verzeihen, режиссёр: Марк Баудер
39. 2012 — Bella Block — Der Fahrgast und das Mädchen, Fernsehfilm, режиссёр: Torsten C. Fischer
40. 2012 — Ангел-хранитель Schutzengel, режиссёр: Тиль Швайгер
41. 2012 — 3 Zimmer/Küche/Bad, режиссёр: Дитрих Брюггеманн
42. 2017 — Не/смотря ни на что Mein Blind Date mit dem Leben, режиссёр: Марк Ротемунд

## Награды
- 2005: Премия кинофестиваля имени Макса Офюльса (лучший молодой актёр) за фильм «Das Lächeln der Tiefseefische».
- 2008: Премия Адольфа Гримме за фильм «An die Grenze».
- 2010: EZetera Film Award на Международном кинофестивале Эмден-Нордерней за фильм Bis aufs Blut — Brüder auf Bewährung.
- 2011: Баварская кинопремия 2010 года в номинации молодой актёр.